# طلال الخيبري
طلال الخيبري (من مواليد 9 يناير 1977-)، لاعب كرة قدم سعودي سابق، ولد بعرعرلعب مع نادي الوحدة والقادسية، كما لعب مع المنتخب السعودي لكرة القدم وأصبح من المشاركين الرئيسيين لبطولة كأس آسيا 2007.

## وصلات خارجية
- طلال الخيبري على موقع قاعدة بيانات كرة القدم.إي يو (الإنجليزية)
- طلال الخيبري على موقع ناشيونال فوتبول تيمز (الإنجليزية)
- طلال الخيبري على موقع Soccerway.com (الإنجليزية)
- طلال الخيبري على موقع كووورة

- Soccerway Profile
- Footballzz Profile